# Боадман (Северна Каролина)
Боадман (енгл. Boardman) град је у америчкој савезној држави Северна Каролина.

## Демографија
По попису из 2010. године број становника је 157, што је 45 (-22,3%) становника мање него 2000. године.
| Група             | 2000.       | 2010.       |
| Белци             | 110 (54,5%) | 104 (66,2%) |
| Афроамериканци    | 90 (44,6%)  | 53 (33,8%)  |
| Азијати           | 0 (0,0%)    | 0 (0,0%)    |
| Хиспаноамериканци | 2 (1,0%)    | 0 (0,0%)    |
| Укупно            | 202         | 157         |